# Abdulrahman Al-Mushaifri
Abdulrahman Al-Mushaifri (ur. 16 sierpnia 1998 w Ar-Rustak) – omański piłkarz, występujący na pozycji napastnika w omańskim klubie Al-Seeb Club oraz w reprezentacji Omanu. Uczestnik Pucharu Azji 2023.

## Statystyki

### Reprezentacyjne
Na podstawie:
| Gole w reprezentacji | Gole w reprezentacji | Gole w reprezentacji | Gole w reprezentacji | Gole w reprezentacji | Gole w reprezentacji | Gole w reprezentacji | Gole w reprezentacji     |
| Lp.                  | Data                 | Miasto               | Przeciwnik           | Wynik                | Gole                 | Inne                 | Rozgrywki                |
| -------------------- | -------------------- | -------------------- | -------------------- | -------------------- | -------------------- | -------------------- | ------------------------ |
| 1.                   | 17.06.2023           | Taszkent             | Turkmenistan         | 2:0 (1:0)            | 43'                  |                      | Puchar Narodów CAFA 2023 |
| 2.                   | 06.06.2024           | Tajpej               | Chińskie Tajpej      | 3:0 (1:0)            | 31', 55', 75'        | asysta               | Eliminacje MŚ 2026       |
| 3.                   | 10.10.2024           | Maskat               | Kuwejt               | 4:0 (2:0)            | 17', 58'             |                      | Eliminacje MŚ 2026       |

## Sukcesy
Na podstawie:

### Klubowe
- Mistrz Omanu 2023/24